# Arnaldoa argentea
Arnaldoa argentea là một loài thực vật có hoa trong họ Cúc. Loài này được C.Ulloa, P.Jørg. & M.O.Dillon mô tả khoa học đầu tiên năm 2002.